# Ärentuna SK
Ärentuna SK är en idrottsförening från Ärentuna utanför Uppsala. Föreningen bildades under augusti månad 1942. Föreningen skulle syssla med fotboll och hade både ett A- och ett B-lag i elden under 1943. Men av årsmötesprotokollet 1944 framgår att följande sektioner hade valts: fotboll, skidor och allmän idrott. Redan 1947 utökades antalet sektioner med en bordtennisverksamhet. Numera sysslar klubben endast med fotboll.